# Melanis smithiae
Melanis smithiae is een vlindersoort uit de familie van de prachtvlinders (Riodinidae), onderfamilie Riodininae.
Melanis smithiae werd in 1851 beschreven door Westwood.